# 16e Golden Globe Awards
De 16e Golden Globe Awards, waarbij prijzen werden uitgereikt in verschillende categorieën voor de beste Amerikaanse films van 1958, vond plaats in 5 maart 1959 in het Hollywood Roosevelt Hotel in Los Angeles, Californië.

## Winnaars

### Beste dramafilm
The Defiant Ones
- Cat on a Hot Tin Roof
- Home Before Dark
- I Want to Live!
- Separate Tables

### Beste komische film
Auntie Mame
- The Perfect Furlough
- Bell, Book and Candle
- Indiscreet
- Me and the Colonel

### Beste muzikale film
Gigi
- Damn Yankees
- South Pacific
- tom thumb

### Beste acteur in een dramafilm
Susan Hayward – I Want to Live!
- Ingrid Bergman – The Inn of the Sixth Happiness
- Deborah Kerr – Separate Tables
- Shirley MacLaine – Some Came Running
- Jean Simmons – Home Before Dark

### Beste acteur in een komische of muzikale film
Danny Kaye – Me and the Colonel
- Maurice Chevalier – Gigi
- Clark Gable – Teacher's Pet
- Cary Grant – Indiscreet
- Louis Jourdan – Gigi

### Beste actrice in een dramafilm
Susan Hayward – I Want to Live!
- Ingrid Bergman – The Inn of the Sixth Happiness
- Deborah Kerr – Separate Tables
- Shirley MacLaine – Some Came Running
- Jean Simmons – Home Before Dark

### Beste actrice in een komische of muzikale film
Rosalind Russell – Auntie Mame
- Ingrid Bergman – Indiscreet
- Leslie Caron – Gigi
- Doris Day – The Tunnel of Love
- Mitzi Gaynor – South Pacific

### Beste regisseur
Vincente Minnelli – Gigi
- Richard Brooks – Cat on a Hot Tin Roof
- Stanley Kramer – The Defiant Ones
- Delbert Mann – Separate Tables
- Robert Wise – I Want to Live!

### Beste mannelijke bijrol
Burl Ives – The Big Country
- Harry Guardino – Houseboat
- David Ladd – The Proud Rebel
- Gig Young – Teacher's Pet
- Efrem Zimbalist Jr. – Home Before Dark

### Beste vrouwelijke bijrol
Hermione Gingold – Gigi
- Peggy Cass – Auntie Mame
- Wendy Hiller – Separate Tables
- Maureen Stapleton – Lonelyhearts
- Cara Williams – The Defiant Ones

### Cecil B. DeMille Award
Maurice Chevalier